# Lightning (conector)
Lightning é um barramento de computação desenvolvido para carregamento e transferências de dados, proprietário da Apple Inc.. Ele foi apresentado em 12 de setembro de 2012 para substituir seu antecessor, o conector dock de 30 pinos. O Lightning é usado para conectar dispositivos móveis da Apple como iPhones, iPads e iPods a PCs ou Macs, monitores externos, câmeras, carregadores de bateria USB e outros periféricos. A quantidade de 8 pinos é a mesma em ambos os lados por isso pode ser inserido em qualquer orientação.
Em 2018, a Apple começou a transição do Lightning para USB-C na linha iPad Pro e acessórios. Em resposta à legislação para padronizar as portas de carregamento aprovada em 2022, a Apple disse que cumpriria os regulamentos. O iPhone 15, lançado em 2023, tornou-se o primeiro iPhone a utilizar o USB-C, e os últimos acessórios Lightning farão a transição até 2025.

## História
O conector Lightning foi introduzido em 12 de setembro de 2012, como um sucessor do conector de dock de 30 pinos.A nova entrada tornou-se presente em todos os novos hardwares e dispositivos que seriam anunciados no mesmo evento. Os primeiros dispositivos compatíveis foram o iPhone 5, o iPod Touch (5ª geração) e o iPod Nano (7ª geração). O iPad (4ª geração) e o iPad Mini (1ª geração) foram adicionados como entrada Lightning em outubro de 2012.
A Apple utilizou o conector dock desde 2003 com o lançamento do iPod nano de terceira geração, e causou certas críticas negativas ao abandonar o antigo padrão. Lightning dividiu opiniões da imprensa, com uns alegando-o de ter melhor funcionalidade e menor tamanho, enquanto outros afirmavam que o novo conector teria tornado obsoletos os antigos produtos que utilizam o antigo conector dock.

## Tecnologia
O Lightning é um conector de 8 pinos que carrega utilizando m sinal digital. Ao contrário do conector dock de 30 pinos que ele substitui (e conectores USB Tipo A ou B), o conector Lightning pode ser inserido de ambos os lados. Cada pino no lado inverso do conector está conectado ao seu gêmeo diretamente oposto do outro lado. Parte do trabalho do processador é transmitir corretamente os sinais de energia e dados, seja qual for a forma de inserção do conector. O plugue mede 6,7 mm por 1,5 mm.
A Apple oferece vários adaptadores que permitem que o conector Lightning seja usado com outras interfaces, como USB, HDMI, VGA e SD. O adaptador Lightning para 30 pinos suporta apenas um subconjunto limitado dos sinais disponíveis de 30 pinos: dados USB, carregamento USB e saída de áudio analógica (através do DAC dentro do adaptador).
Os conectores Lightning oficiais contêm um chip de autenticação que dificultava a produção de acessórios compatíveis por fabricantes de terceiros sem serem aprovados pela Apple. Entretanto, esse esquema de autenticação foi burlado, posteriormente.

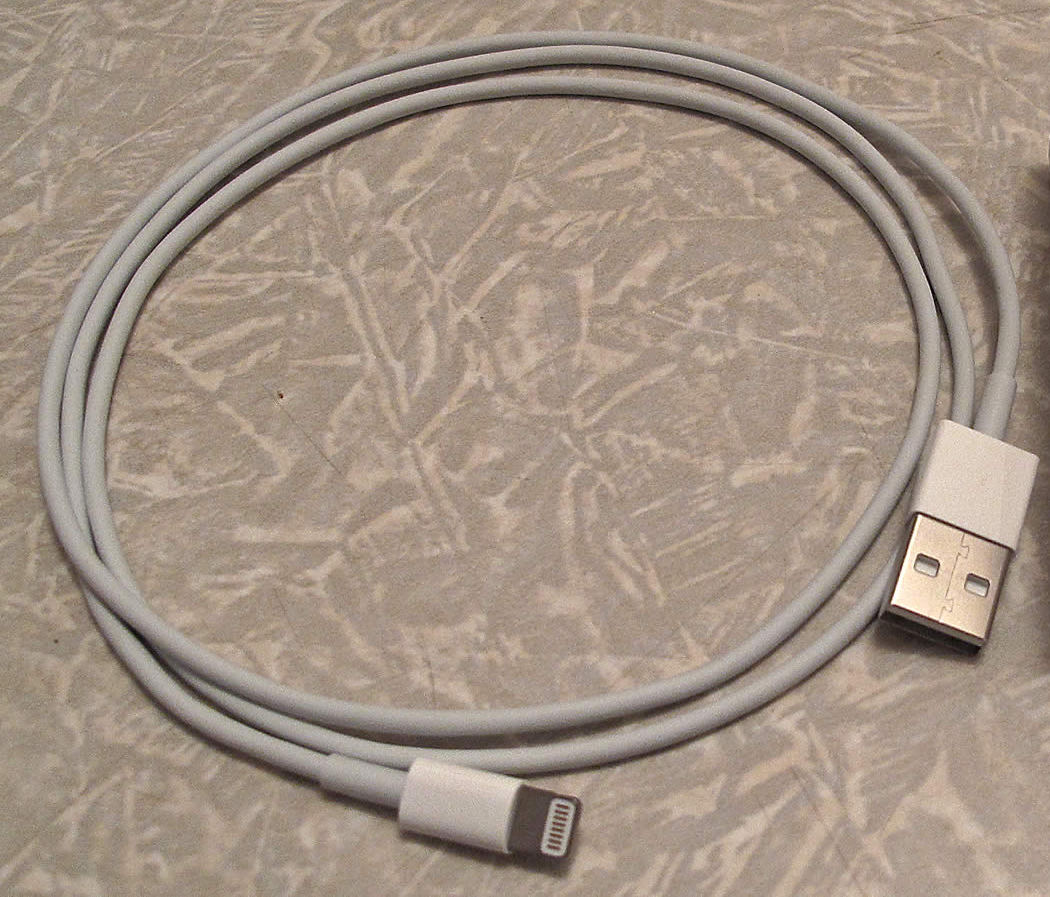
Cabo de Lightning para USB

## Comparações com o microUSB
A Apple nunca discutiu publicamente sobre o uso do microUSB em seus dispositivos mas diversos sites de notícias de tecnologia afirmam que o Lightning pode ter sido uma alternativa devido a sua  compatibilidade com docks e sistemas de alto-falantes, a capacidade de inserir o cabo em qualquer direção para a conveniência do usuário, interesse da Apple de manter um controle sobre a cadeia de fornecimento de acessórios e a capacidade de cobrar uma taxa de licenciamento.

Em 10 de abril de 2015, a Apple anunciou uma nova linha de MacBooks que apresentava o USB-C. O USB-C tem semelhanças com o Lightning e vantagens sobre o microUSB. O USB-C, como o Lightning, pode ser conectado em qualquer direção e ambos não são intercambiáveis, pois possuem protocolos e conectores totalmente diferentes.